# 尼尔·弗格森 (流行病学家)
尼尔·莫里斯·弗格森（英語：Neil Morris Ferguson，1968年—）是英國流行病學家。他是一位數學生物學教授，專門研究於人類和動物中傳播的流行病學。他是倫敦帝國學院下屬的阿卜杜勒·拉蒂夫·賈米爾疾病與緊急情況分析學院（Abdul Latif Jameel Institute for Disease and Emergency Analytics，J-IDEA）的主任、公共衛生學院傳染病流行病學系主任以及醫學系學術發展副院長。弗格森使用數學模型提供了幾種疾病暴發的數據，包括英國2009年豬流感暴發和2016年西非的埃博拉病毒疫情。他的工作還包括對蚊媒疾病的研究，其中包括茲卡熱、黃熱病、登革熱和瘧疾。

## 生平
2020年2月，在中國爆發2019冠狀病毒病疫情的時候，弗格森及其團隊使用統計模型估計，認為中國已檢測到的病例嚴重不足。
2020年3月18日，弗格森報告稱自己已出現2019冠狀病毒病的症狀，並已經自我隔離。若他真的被感染的話，他可能是在出席兩天前舉行的唐寧街新聞發佈會上感染的，曾與首相鲍里斯·约翰逊接觸。

## 外部連結
- 尼尔·弗格森的X（前Twitter）
- Official website （页面存档备份，存于）